# هرمان نایس
هرمان نایس (انگلیسی: Hermann Neiße; ۵ دسامبر ۱۸۸۹ – ۲۰ اکتبر ۱۹۳۲) بازیکن فوتبال اهل آلمان بود.
وی همچنین در تیم ملی فوتبال آلمان بازی کرده‌است.